# 1913-as norvég labdarúgókupa
A 1913-as norvég labdarúgókupa a Norvég labdarúgókupa 12. szezonja volt. A címvédő a Mercantile csapata volt. A versenyen a helyi szövetségi liga (kretsserier) bajnokai vehettek részt, illetve a címvédő. A szezonban nyolc csapat vett részt. A tornát az Odd csapata nyerte meg, immár ötödik alkalommal.

## Első kör
| 1. csapat            | Eredmény | 2. csapat           |
| -------------------- | -------- | ------------------- |
| 1913. szeptember 14. |          |                     |
| Lyn (Gjøvik)         | 0–7      | Kvik (Fredrikshald) |
| Stavanger            | 6–4      | Brann               |

- A többi csapat mérkőzés nélkül továbbjutott

## Második kör
| 1. csapat            | Eredmény | 2. csapat       |
| -------------------- | -------- | --------------- |
| 1913. szeptember 21. |          |                 |
| Mercantile           | 8–0      | Brage           |
| Stavanger            | 2–5      | Odd             |
| Ørn                  | ―        | Grane (Arendal) |

- Az Ørn és a Kvik (Fredrikshald) mérkőzés nélkül továbbjutott

## Elődöntők
| 1. csapat            | Eredmény   | 2. csapat           |
| -------------------- | ---------- | ------------------- |
| 1913. szeptember 29. |            |                     |
| Mercantile           | 2–1 (h.u.) | Kvik (Fredrikshald) |
| Ørn                  | 0–3        | Odd                 |

## Döntő
| 1913. október 13. |

| Odd                   | 2–1 | Mercantile  |
| --------------------- | --- | ----------- |
| Haakonsen 32' Aas 37' |     | Iversen 42' |

| Urædd stadion, Porsgrunn Nézőszám: 10 000 Játékvezető: Ruben Gelbord (Svédország) |

| Az Odd játékoskerete: |  |                    |
|                       |  |                    |
| K                     |  | Ingolf Pedersen    |
| H                     |  | Otto Aulie         |
| H                     |  | Per Skou           |
| Kp                    |  | Bjarne Gulbrandsen |
| Kp                    |  | Peder Henriksen    |
| Kp                    |  | Thoalf Grubbe      |
| Cs                    |  | Henry Reinholdt    |
| Cs                    |  | Sverre Andersen    |
| Cs                    |  | Per Haraldsen      |
| Cs                    |  | Rolf Haakonsen     |
| Cs                    |  | Jonas Aas          |

| A Mercantile kerete: |  |                            |
|                      |  |                            |
| K                    |  | Sverre Lie                 |
| H                    |  | Harald Schreiner           |
| H                    |  | Charles Herlofsen          |
| Kp                   |  | Thomas Hesselberg Berntzen |
| Kp                   |  | Harald Johansen            |
| Kp                   |  | H. Fredrik Holmsen         |
| Cs                   |  | Rolf Aas                   |
| Cs                   |  | Kaare Engebretsen          |
| Cs                   |  | Hans Endrerud              |
| Cs                   |  | Olaf Iversen               |
| Cs                   |  | Eystein Holmsen            |